# Rhabdotheca
Rhabdotheca là một chi thực vật có hoa trong họ Cúc (Asteraceae).

## Loài
Chi Rhabdotheca gồm các loài: